# 台所論争
台所論争（だいどころろんそう、英語: Kitchen Debate、ロシア語: Кухонные дебаты）は、1959年7月24日、モスクワのソコーリニキ公園で開催されたアメリカ博覧会のオープニングで、リチャード・ニクソン米副大統領（46歳）とニキータ・フルシチョフソ連第一書記（65歳）の間で、通訳を介して行われた即興の論争である。博覧会会場に建てられたモデルハウスの台所で討論が行われたことから、この名前で呼ばれる。キッチン討論（キッチンとうろん）と訳されることもある。
このモデルハウスについては、アメリカの出展業者が「アメリカ人なら誰でも買える」と謳っていた。モデルハウスの中には、資本主義アメリカの消費市場の成果を象徴する、省力化と娯楽のための様々な装置が並んでいた。討論の様子はカラーのビデオテープに収録されており、ニクソンは討論でこのことにも言及していた。この様子は、その後両国で放送された。

## 歴史

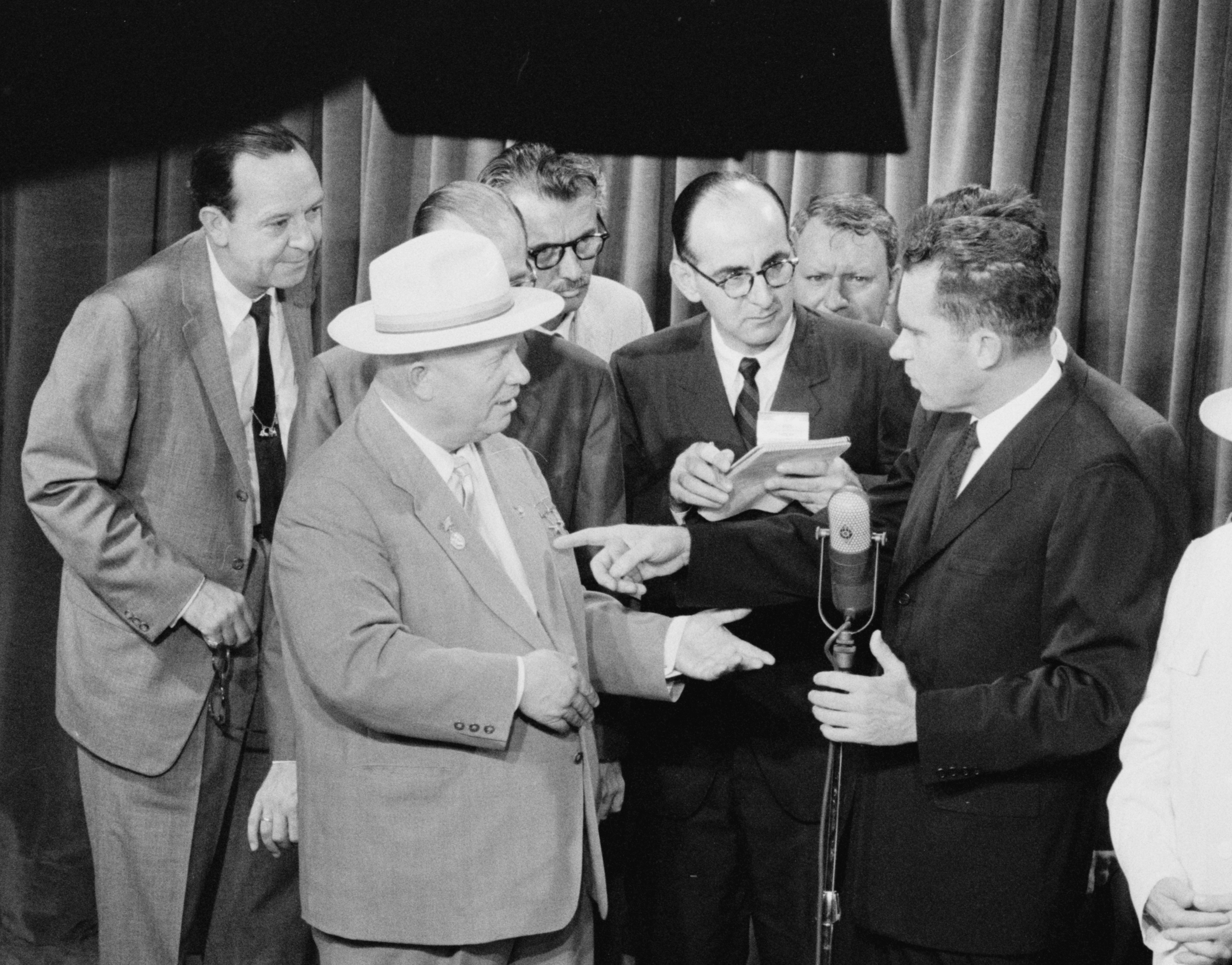
博覧会会場で取材陣を交えながら共産主義と資本主義の利点について論争しているフルシチョフとニクソン（1959年7月）。Thomas J. O'Halloran撮影。アメリカ議会図書館所蔵。

1959年、ソビエト連邦とアメリカ合衆国は、相互の理解を深めるための文化交流として、お互いの国で博覧会を開催することで合意した。これは1958年の「米ソ文化協定」の結果である。1959年6月にニューヨークでソ連の博覧会が始まり、その翌月、モスクワで開幕するアメリカの博覧会にニクソン副大統領が参加した。ニクソンはソ連のフルシチョフ第一書記と共に博覧会を見学した。博覧会では、450以上のアメリカ企業が提供した展示品や消費財が展示されていた。博覧会の目玉は、3万平方フィートの施設に科学技術実験を収容したジオデシック・ドームだった。このドームは、博覧会の終了後にソビエト政府が購入した。
後にコラムニストとなるウィリアム・サファイアは、この博覧会の広報担当を務めていた。サファイアの話によると、台所論争は会場内のいくつかの場所で行われたが、主にモデルハウス（外から中が見えるように半分に切られていた）の台所で行われたという。これは、1959年の博覧会期間中にニクソンとフルシチョフの間で行われた4回の会談のうちの1回だった。ニクソンはアイゼンハワー大統領の弟でジョンズ・ホプキンス大学前学長のミルトン・S・アイゼンハワーを伴っていた。
フルシチョフはクレムリンでのニクソンとの最初の会談で、アメリカ議会が可決した「捕われた国決議」に抗議し、ニクソンに不意打ちを食わせた。この決議は、「捕われた」東欧諸国の国民をソ連が「支配」していることを非難し、その人達のために祈るようアメリカ国民に呼びかけたものである。フルシチョフは、アメリカ議会の行動に抗議した後、アメリカの新技術を否定し、数年後にはソ連がアメリカと同じものを全て手に入れ、アメリカを凌駕して「バイバイ」と言うことになるだろうと宣言した。
フルシチョフは、アメリカの大規模なガジェットを批判した。フルシチョフは、風刺的に「（チャーリー・チャップリンの1936年の映画『モダン・タイムス』に登場するような）食べ物を口に入れて飲み込ませる機械はないのか」とニクソンに質問した。ニクソンは、少なくとも競争は軍事的なものではなく技術的なものだと答えた。両者は、アメリカとソ連が合意の領域を模索すべきだという点で一致した。
2回目の会談は、博覧会会場内のテレビスタジオで行われた。その最後にフルシチョフは、この会談で言ったことは全て英語に翻訳してアメリカで放送されるべきだと述べた。ニクソンは「確かにそのようにします。私の発言は全てロシア語に翻訳され、ソ連全土に放送されるべきです。これで公正な取引になります」と答えた。フルシチョフはこの提案を受けて精力的に握手を交わした。
ニクソンは「アメリカ人は新しい技術を利用するために建設した」と主張し、フルシチョフは「ソビエトは将来の世代のために建設した」と主張して共産主義を擁護した。フルシチョフは、「これがアメリカの能力だとして、彼女（アメリカ）は何年存在していたのだろう? 300年? 独立して150年、これが彼女のレベルだ。我々はまだ42年には達していないが、あと7年もすればアメリカのレベルに達し、その後はもっと遠くに行くだろう」と述べた。サファイアは、この場に同席していたレオニード・ブレジネフがサファイアによる写真撮影を妨害しようとしたと述べた。
3回目の会談は、食器洗い機、冷蔵庫、レンジを備えたモデルハウスのキッチン内で行われた。このモデルハウスは、典型的なアメリカ人労働者が買える14,000ドルの家をイメージして設計されており、これを元にして安価なプレハブ住宅「ライスラマ」が作られた。

## テレビ放送とアメリカ国内の反応
1959年7月25日、アメリカの3大テレビネットワークで台所論争の様子が放送された。ニクソンとフルシチョフは米ソで同時に放送することで合意していたため、ソ連政府はソ連の放送準備が整うまでテープの公開を控えるようアメリカに迫っていた。しかし、アメリカのテレビネットワークは、放送が遅れるとニュースの即時性が失われると考えていた。ソ連では、7月27日にモスクワテレビで放送されたが、夜遅くであり、しかもニクソンの発言は部分的にしか翻訳されていなかった。
アメリカ国内の反応は様々だった。『ニューヨーク・タイムズ』紙は、「東西の溝を強調したが、実質的な問題とはほとんど関係のないやりとり」だとして、政治的な煽りだと評した。『ニューヨーク・タイムズ』紙はまた、この論争の後、世論は分裂しているように見えると報じた。一方、『タイム』誌は、「平和的な成果を誇り、その生き方に自信を持ち、脅威の下での権力に自信を持っている国民性を独自の方法で体現した」とニクソンを称賛した。
ニクソンが人気を博したのは、この会談が非公式なものだったためであり、それまでのニクソンに対するアメリカ国民からの生ぬるいという受け止め方が改善された。ウィリアム・サファイアによると、ニクソンはフルシチョフにも感銘を与えたという。サファイアは次のように述べた。「抜け目のないフルシチョフは、ニクソンとの個人的な言葉の決闘から帰ってきて、この資本主義の提唱者は強靭な精神の持ち主(tough-minded)というだけでなく、強い意志の持ち主(strong-willed)でもあると確信した。」
フルシチョフは、この討論の後、1960年の大統領選挙でニクソンの敗北を招くためにできる限りのことをしたと主張した。この外遊はニクソンの政治家としての地位を高め、翌年の共和党全国大会で大統領候補指名を受ける可能性を大幅に高めた。
台所論争では、フルシチョフは「ニクソンの孫は共産主義の下で生きるだろう」と主張し、ニクソンは「フルシチョフの孫は自由の下で生きるだろう」と主張した。1992年のインタビューでニクソンは、台所論争の時点で、フルシチョフの主張が間違っていることは確信していたが、自分の主張が正しいとは確信していなかったとコメントしている。ニクソンは、最近のソビエト連邦の崩壊に言及して、フルシチョフの孫たちは自由の中で暮らしており、自分の主張が本当に正しかったことが証明されたと述べた。フルシチョフの息子セルゲイ・フルシチョフはソ連崩壊後の1991年にアメリカに移住し、1996年にはアメリカに帰化した。